# Синичья юхина
Синичья юхина (лат. Yuhina nigrimenta) — вид воробьиных птиц из семейства белоглазковых (Zosteropidae).

## Описание
Длина тела 9—10 см, масса 8—14 г.

## Распространение
Индийский субконтинент и Юго-Восточная Азия. Ареал включает Бангладеш, Бутан, Камбоджу, Индию, Лаос, Мьянму, Непал, Тибет (КНР) и Таиланд. Естественная среда обитания — влажные леса тропиков и субтропиков, как низинные, так и горные.
МСОП присвоил Yuhina nigrimenta охранный статус LC.